# Merycopotamus
Merycopotamus és un gènere extint de mamífers artiodàctils de la família dels antracotèrids que visqueren a Àsia durant el Miocè mitjà i superior. Se n'han trobat restes fòssils al Pakistan i Tailàndia. Foren els últims antracotèrids a desaparèixer. Tenien un crani molt semblant al dels primers hipopotàmids. El nom genèric Merycopotamus combina els mots grecs μήρυξ (mèrix), que significa ‘remugant’, i ποταμός (potamós), que literalment significa ‘riu’, tot i que en aquest cas es fa servir en al·lusió a Hippopotamus. Merycopotamus o els seus parents propers són uns dels possibles precursors dels hipopotàmids, juntament amb els pècaris.